# Die Klerisei

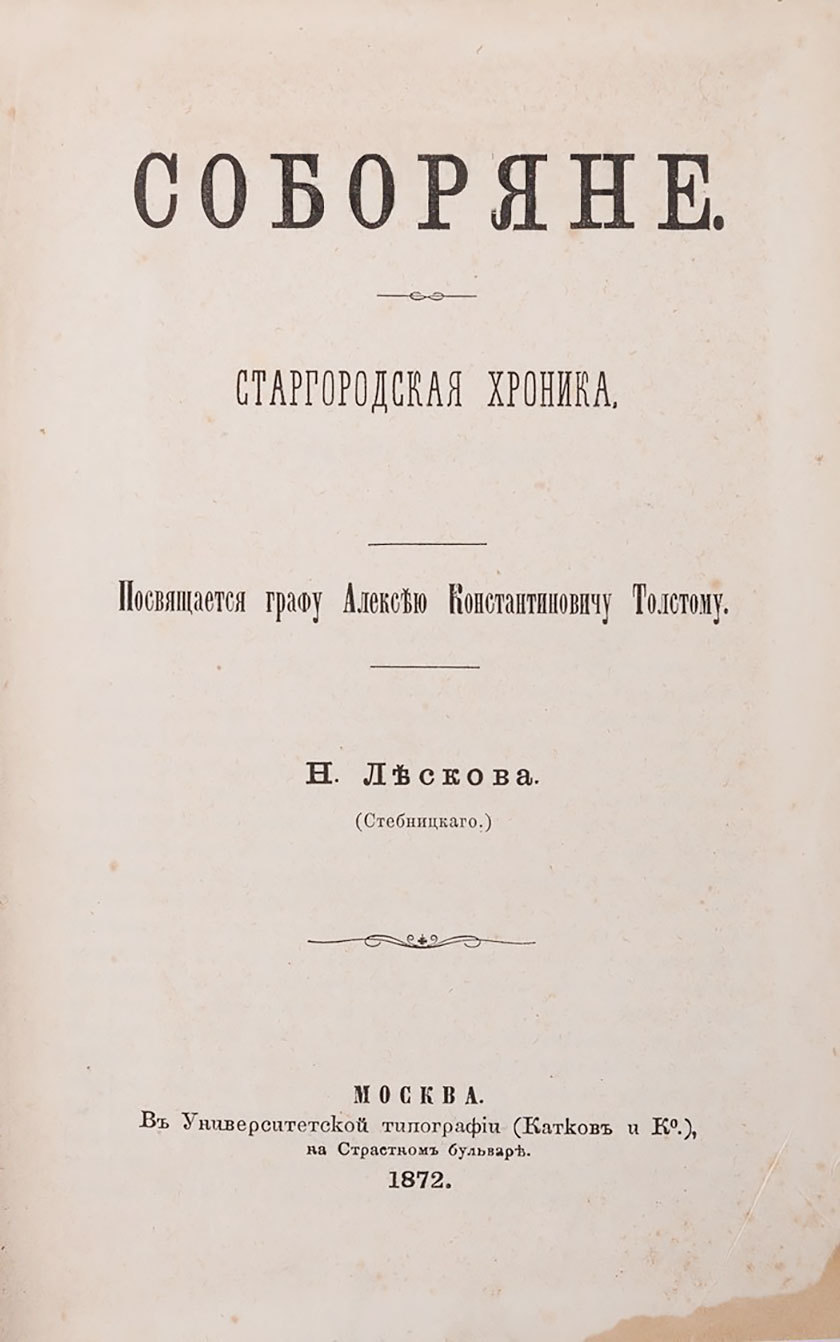
Titelseite der Erstausgabe (1872)

Die Klerisei, auch Die Domherren, Die Priester von Stargorod (russisch Соборяне, Soborjane) ist ein Roman des russischen Schriftstellers Nikolai Leskow, der 1866 bis 1871 entstand und 1872 in Katkows Literaturzeitschrift Russki Westnik erschien. Gorki habe die Chronik, in der die Auseinandersetzung des Klerus mit der Staatsmacht thematisiert wird, ein „prächtiges Buch“ genannt.

## Handlung
Die fünf Bücher des Romans handeln vom Sommer 1867 bis zum Frühjahr 1868. Erzählt wird aus dem Leben dreier befreundeter Geistlicher der Dompfarrei Stargorod an der Turiza:
- Propst Saweli Tuberosow[6],
- Pfarrer Sacharija Benefaktow[7] und
- Diakon Achilla Desnizyn[8].

Der über 70-jährige kinderlose Saweli Tuberosow ist der Held des Romans. Der um die 50-jährige unbeherrschte Recke Achilla Desnizyn überrascht mit einer Unbedachtheit nach der anderen. Der hagere, winzige, zurückhaltende, kinderreiche Sacharija Benefaktow tritt weniger in Erscheinung.
1
Diakon Achilla, intolerant gegen den Unglauben, verfolgt den Lehrer Warnawka Prepotenski, den Sohn der Opferbrotbäckerin Prepotenskaja, in seinem gerechten Zorn. Prepotenski hätte gern zu Unterrichtszwecken ein menschliches Skelett. Also kocht er mit Erlaubnis des Kreisrichters eine Wasserleiche aus, die beim letzten Hochwasser von der schnellen Turiza ans Stargoroder Ufer angeschwemmt worden war. Achilla dringt mit seinem neuesten Problemfall nicht bis zum Propst Saweli vor, denn Natalja Nikolajewna schirmt ihren Ehegatten Saweli vor dem lästigen Diakon ab. Saweli nutzt die Ruhe der Nacht für einen neuen Eintrag in sein Tagebuch. Zuvor blättert er die Notizen durch. Diese reichen vom 4. Februar 1831 bis zum 9. Juni 1865. Da war am 9. Mai 1836 die Kapelle der Altgläubigen zerstört worden. Im selben Jahr war Saweli im Frühsommer vom Stadthauptmann – den Umgang mit den Raskolniki betreffend – angezeigt worden und hatte sich in der Gouvernementshauptstadt vor dem Bischof verantworten müssen. Im April 1837 hatte Saweli wieder auf eine Anzeige gegen seine Person zum selben Betreff zu reagieren. Wenig später hatte ihn der Stargoroder Polizeichef angezeigt, weil er mit den Raskolniki gesprochen hatte. Der 10. August 1839 – ein erfreuliches Datum – Saweli war zum Propst befördert worden. Im Frühsommer 1841 wäre Saweli beinahe aus dem Klerus ausgestoßen worden, weil er sich für die verarmten Fronbauern gegen die Gutsherren verwendet hatte. Ab 1846 waren Polen in die Kreisstadt Stargorod verbannt worden. Saweli bereut beim Durchlesen seiner Einträge im Nachhinein zutiefst eine Anzeige, die er – der Russe – am 5. Februar 1849 gegen die beiden, die Russen verhöhnende Polen geschrieben hatte. Daraufhin hatte der Gendarmeriechef zwei Polen in die Gouvernementshauptstadt abgeschoben. Für sein „Intrigantentum“ wäre Saweli gegen Ende 1849 vom Bischof beinahe durchgeprügelt worden. Sieben Jahre später war einer der von Saweli angezeigten Polen, der inzwischen eine Russin geehelicht hatte, vom Adel zum Kreisrichter gewählt worden. Saweli hatte sich mit dem neuen Kreisrichter ausgesöhnt. Nach dem Bruderkuss – nur wenig später – war es zum erneuten Zerwürfnis gekommen. Am 18. Juli 1859 war Diakon Achilla als Wiederholungstäter beim Segnen ertappt worden. Mit Achilla hatte es immer wieder Ärger gegeben. Am 9. September 1860 hatte der Diakon den Küster Sergej ausgepeitscht, denn Sergej hatte dem Propst Mitteilung von der Jagdleidenschaft Achillas gemacht.
In seinem neuen Tagebucheintrag reflektiert Saweli die Begebenheit mit der ans städtische Turiza-Ufer angeschwemmten Wasserleiche. Musste der Tote kirchlich bestattet werden?
Achilla – so sinniert Saweli – wird nicht müde; will andauernd die verderbliche Freidenkerei ausmerzen.
Einer dieser Freidenker, der Lehrer Prepotenski, hält Saweli und Achilla für Zuträger der Geheimpolizei.
Achilla, sich in Sachen Skelett gegen die Ungläubigen auf seine rohe Kraft verlassend, kann von Saweli nur mit Mühe zur Räson gebracht werden. Achilla hatte den Lehrer Prepotenski verfolgt. Letzterer, mit ein paar Skelettteilen unterm Arm, hatte die kostbaren Knochen gerade noch so seiner Gesinnungsgenossin Darja Nikolajewna Bisjukina, der Frau des liberalen Akziseeinnehmers Bisjukin, durchs offene Wohnungsfenster übergeben können.
2
Achilla freut sich. Nach dem Bittgottesdienst hat es endlich geregnet. Der Diakon zieht den Kleinbürger Danilka am Ohr, weil dieser Ketzer vorlaut herausposaunt, die Natur habe es regnen lassen.
In Gestalt des Revisors Fürst Afanassi Fedossejitsch Bornowolokow reist die Staatsmacht aus Petersburg in Stargorod an. Der beamtete Fürst steigt im Hause seines alten Studienkameraden Bisjukin ab. Der Sekretär in Begleitung des Revisors, ein gewisser Ismail Petrow Termossessow, zentaurgestaltig und ebenfalls einer von Bisjukins ehemaligen Kommilitonen, nähert sich der begehrenswerten Darja Bisjukina derart besitzergreifend, dass sich diese attraktive Frau dem ungebetenen Gast nur noch unterwerfen möchte. Termossessow fragt die Bisjukina nach ihren Feinden. Prompt nennt die Frau den Diakon Achilla und den Propst Tuberosow. Termossessow will dem Propst – zumindest gesellschaftlich – den Garaus machen. Zur Belohnung küsst die Bisjukina den Sekretär.
Der Sekretär Termossessow empfiehlt dem Revisor Bornowolokow als erstes Opfer den „freigeistigen Popen Tuberosow“: „Rücken Sie der Kirche zu Leibe: Dort sitzt das Hauptübel!“ Der vorgesetzte Revisor fragt seinen untergebenen Sekretär, weshalb dieser – bei solch Hyperaktivität – nicht in Petersburg als Spitzel tätig sei. Termossessow erwidert, alle Stellen seien in der Residenz zur Zeit besetzt.
Darja Bisjukina möchte den Lehrer Prepotenski loswerden, doch Termossessow freundet sich mit ihm an. Der Lehrer schafft den Kleinbürger Danilka herbei. Der bärenstarke Termossessow zwingt den Kleinbürger zur Unterschrift auf eine Anzeige gegen Achilla an die Adresse des Revisors. Das Zupfen am Ohr soll nicht vergessen sein. In die Anzeige formuliert Termossessow angebliche Verfehlungen des Propstes mit hinein.
3
Während eines Abendessens beim Kreisrichter freundet sich Termossessow mit Diakon Achilla und dem demütigen Pfarrer Sacharija an. Der Sekretär duzt sich bald mit Achilla. Vergeblich will Termossessow den auf der Abendgesellschaft anwesenden Lehrer Prepotenski zur Denunziation überreden. Der Lehrer will auf gar keinen Fall die verfänglichen Reden der „Popen und Aristokraten“ protokollieren. Auf dem gemeinsamen Nachhauseweg von dem Abend beim Kreisrichter lässt sich die Frau des Postmeisters von Termossessows männlicher Erscheinung beeindrucken.
Anderntags bittet Termossessow den Propst in seiner Kanzleisprache schriftlich zum Revisor Bornowolokow. Es gehe um „sittenverderbliche und unanständige Handlungen des Diakons Achilla Desnizyn“. Saweli reagiert nicht auf die amtliche Vorladung.
Die Frau des Postmeisters öffnet insgeheim fremde Briefe. Sie lässt ihren neuen Freund Termossessow ein Schreiben seines Vorgesetzten Bornowolokow an dessen Petersburger Kusine Nina lesen. Darin belastet der Fürst sich und seinen Sekretär. Termossessow erpresst mit diesem Brief den Vorgesetzten. Der Fürst muss ein Briefchen unterzeichnen, in dem Wahres und Erlogenes über den Propst „berichtet“ wird. Bei alledem kann der Revisor nicht begreifen, warum Termossessow verleumdet. Der Verleumder antwortet, für Adelige sorge die Verwandtschaft, er aber als Bürgerlicher müsse alles selber machen. Bornowolokow weiß, Termossessow ist ein Dieb. Er weiß aber nicht, die Brillanten, die Termossessow der Bisjukina auf der letzten Abendgesellschaft entwendet hat, befinden sich in seinem Mantelfutter, eingenäht vom Dieb Termossessow. Die beiden Herren aus Petersburg reisen ab.
Ein Gendarm und ein Konsistorialbeamter sprechen beim Propst Saweli vor und bringen ihn unter Aufsicht zum Bischof in die Gouvernementshauptstadt.
4
Achilla verwendet sich verzweifelt in Stargorod für Saweli. Die Stadtoberen bedauern achselzuckend eine der „aufwieglerischen Predigten“ des Propstes. Auch in der Gouvernementshauptstadt kann Achilla für seinen Freund Saweli nichts ausrichten. Saweli sagt zu Achilla: „Laß diese Herumlauferei, mein Freund; für uns Geistliche gibt es keine Verteidiger.“ Als Achilla entmutigt nach Stargorod zurückkehrt, empfängt ihn sein Freund, der Pfarrer Sacharija Benefaktow. Der Bischof, so berichtet ihm Achilla, stehe heimlich auf Sawelis Seite. Als Küster am Bischofssitz hat er den Propst lediglich degradiert, „damit er nicht in Widerspruch mit den Beamten der weltlichen Macht gerät.“ Da sich Saweli beim Gouverneur weder schuldig bekennt, noch um Verzeihung bittet, kann der Bischof nicht anders: Der Büßer Saweli muss täglich im Klosterhof sein Pensum Feuerholz sägen. Natalja Nikolajewna hilft dem Gatten; begibt sich in die Gouvernementshauptstadt und muss dort schließlich – wie der Gatte – ungewohnte körperliche Arbeit verrichten. Die Frau stirbt an Erkältung und Überarbeitung. Wider Erwarten setzt sich die Frau des Postmeisters für den verbannten Propst ein. Sie will sich an Termossessow rächen und es den Stargorodern zeigen.
Der Lehrer Prepotenski flieht aus der Stadt. Keiner kennt die Fluchtursache.
5
Saweli beerdigt, alleingelassen, seine liebe Frau. Der Bischof suspendiert den halsstarrigen Greis, der nicht einlenken will, für ein weiteres halbes Jahr. Schließlich darf Saweli nach Hause und nimmt Achilla in seine Behausung auf. Saweli sitzt zu Hause und Achilla tut im Dom Dienst.
Achilla wird nach Petersburg versetzt und trifft dort den Lehrer Prepotenski. Letzterer ist Redakteur geworden und hat ein Fräulein geheiratet, das ihn des Öfteren verprügelt. Der Redakteur berichtet, Termossessow habe zunächst als Geheimdienstler mit der Überwachung anständiger Menschen gutes Geld verdient, sei dann aber als Banknotenfälscher hinter Gitter gekommen.
Achilla kehrt nach Stargorod zurück. Saweli, immer noch suspendiert, erkältet sich. Der Propst stirbt im Beisein seiner beiden Freunde Achilla und Sacharija Benefaktow. Die darauffolgende Aufhebung der Suspendierung Sawelis kommt zu spät.
Ein neuer Propst tritt seinen Dienst an.
Achilla bekommt Typhus. Sacharija sitzt am Krankenhausbett des Freundes. Achilla stirbt. Nicht lange danach stirbt Sacharija.

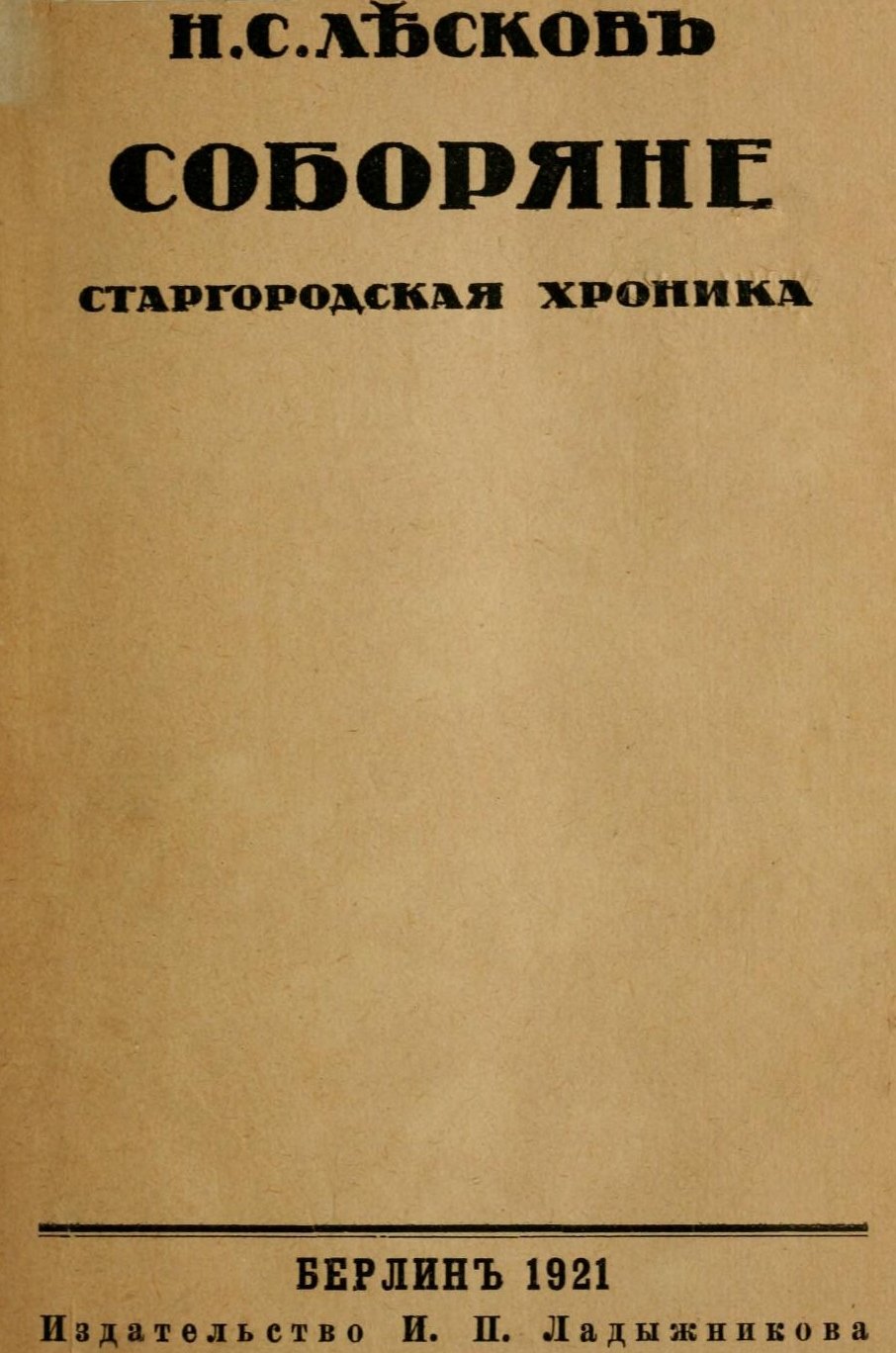
Die Klerisei. Eine Stargoroder Chronik, Ausgabe 1921 bei Ladyschnikow, Berlin

## Adaption
- 1992 Moskau, Aufführung im Wachtangow-Theater: Die Klerisei, Bühnenstück von Nina Sadur (* 1950 in Nowosibirsk)[13].

## Selbstzeugnisse
Reißner merkt an:
- 1877 schreibt Leskow: In fünfzig Jahren werde den Roman keiner mehr lesen.
- 1886: Der Autor wird von einer Übersetzung seines Werkes überrascht. Zudem bitten Verleger aus London und Baden um Druckerlaubnis.

## Rezeption
- Zeitgenossen: Dostojewski und Saltykow-Schtschedrin seien mit der Zeichnung der Nihilisten nicht einverstanden gewesen. Tolstoi habe den Roman als leicht exzentrisch charakterisiert.[15]
- 1945: L. Grossman sieht dieses Werk als „ein episches Gemälde, das sich nicht auf ‚einem Sujetkern oder einer Romanfabel‘ aufbaut“[16].
- 1959: Setschkareff schreibt, Saweli „… ist ein Beispiel dafür, wie Menschen mit großen Anlagen im kleinlichen russischen Bürokratenstaat zugrunde gehen …“[17]. „Die Klerisei“ ist die dritte Version des Romans. Die erste aus dem Jahr 1867 heißt „Die der Bewegung des Wassers Harrenden“[A 2]. Saweli ein Harrender – das trifft den Charakter dieses Geistlichen vorzüglich. Version zwei – „Die Gotteshäusler“ – spricht im Titel die drei handelnden Geistlichen in einem Bilde an. Setschkareff behauptet nun: „Leskov verlor offensichtlich durch die vielen  Umarbeitungen die Übersicht über sein Werk: dies erklärt die vielen Ungereimtheiten in der Chronologie des Tagebuchs von“[18] Saweli. Setschkareff nennt Achilla einen großen guten Jungen[19] „… mit der echten Einfalt des Gemüts und allerdings auch des Verstandes …“[20].
- 1968: Für D. Tschižewskij steht der Propst Saweli im Roman als „eine feste Achse“[21] für die Szenen, Episoden, Einschübe, Erzählungen, Anekdoten, Zeitungsnotizen, Tagebucheinträge und Träume.
- 1970: Zelinsky  nennt als Romanvorbilder Goldsmiths Pfarrer von Wakefield sowie Balzacs Pfarrer von Tours und den Landpfarrer (1839).[22] Zwei Einwände gegen den Text hätten sich über die Jahrzehnte hinweg zäh gehalten: Bemängelt werde erstens die lockere, zerklüftete Fabel und zweitens die Überzeichnung der Charaktere (zum Beispiel hat mit dem Auftritt des derb zupackenden Termossessow im zweiten Buch alle behäbige Erzählgemütlichkeit des ersten Buches ihr abruptes Ende erreicht). Der erste Einwand sei Definitionssache (Was ist ein Roman?) und den zweiten lässt Setschkareff überhaupt nicht gelten. Denn die Übertreibung sei Leskowscher Humor; genauer – eines der unübersehbaren romankonstitutiven Elemente oder auch „‚plastisches Gesetz‘ der dichterischen Einbildungskraft“[23]. Zelinsky verallgemeinert: „Der Konflikt Kirche – Staat und das Thema Nihilismus sind nur zwei Probleme einer unendlichen Problemfülle … Das komplexe Ganze, das in dieser Chronik vor uns steht, … ist die Beschaffenheit der Welt …“[24].
- 1975: Reißner[25] stellt klar, Saweli, der am Romananfang in seinem Tagebuch blättert, wird dem Leser als ein Gescheiterter vorgestellt. Komplexe Charaktere wie Saweli präsentiere Leskow, indem er nicht nur den Chronisten erzählen lasse, sondern die Erzählperspektive gelegentlich wechsele. Leskow verwende sprechende Namen – beispielsweise Saweli Tuberosow, angelehnt an die Tuberose.

### Deutschsprachige Ausgaben
Verwendete Ausgabe:
- Die Klerisei. Eine Chronik. Aus dem Russischen übersetzt von Günter Dalitz. S. 5–401 in Eberhard Reißner (Hrsg.): Nikolai Leskow: Gesammelte Werke in Einzelbänden. Die Klerisei. 807 Seiten. Rütten & Loening, Berlin 1975 (1. Aufl.)

### Sekundärliteratur
- Vsevolod Setschkareff: N. S. Leskov. Sein Leben und sein Werk. 170 Seiten. Verlag Otto Harrassowitz, Wiesbaden 1959
- Die Klerisei. S. 170–250 in Bodo Zelinsky: Roman und Romanchronik. Strukturuntersuchungen zur Erzählkunst Nikolaj Leskovs. 310 Seiten. Böhlau Verlag, Köln 1970